# Florian Zebrzydowski
Florian Zebrzydowski herbu Radwan (zm. w 1566 roku) – hetman nadworny w latach 1552–1562, hetman polskich wojsk zaciężnych w kampanii 1561–1562 (dowodził 3700 żołnierzy), kasztelan lubelski w latach 1563–1566, kasztelan oświęcimski i burgrabia krakowski w latach 1552–1553, referendarz litewski w latach 1546–1551, referendarz podlaski w 1550 roku, przełożony dworu królewskiego od 1550 roku, sekretarz królewski w 1548 roku, dworzanin konny Zygmunta II Augusta od 1543 roku, dworzanin Zygmunta I Starego od 1538 roku, starosta sądecki w latach 1561–1566, starosta tyszowiecki w latach 1562-1566, rotmistrz jazdy w latach 1561-1562.
Zaliczany do najważniejszych renesansowych teoretyków wojskowości. Przykładał w swoich pracach dużą wagę do znaczenia piechoty i fortyfikacji bastionowych. Prawdopodobnie jego pierwszy kontakt z armią miał miejsce w roku 1538, kiedy otrzymał list przypowiedni na oddział piechoty, która stacjonowała na Podolu. Dalsze doświadczenia zdobywał w wojskach nadwornych. Już w 1539 roku zostaje dworzaninem króla Zygmunta I Starego, a dziewięć lat później Zygmunt II August wykorzystuje Zebrzydowskiego, by ten na czele 200-osobowej chorągwi witał na granicy z Litwą w Łosicach Barbarę Radziwiłłównę. Bardzo dobre relacje pomiędzy Zebrzydowskim a Mikołajem Radziwiłłem „Czarnym” i Mikołajem Radziwiłłem „Rudym” widoczne są od 1547 roku. W konsekwencji w 1549 roku hetman wielki litewski zwrócił się do króla z prośbą o przesłanie Floriana na Litwę, co argumentował chęcią wykorzystania jego doświadczenia. W 1552 roku Zebrzydowski został również burgrabim krakowskim, w związku z czym sprawował rządy nad piechotą strzegącą Wawelu. Zebrzydowski wziął udział w wyprawie pozwolskiej. Następnie otrzymał tytuł hetmana wojsk zaciężnych i wyruszył z polskimi chorągwiami do Inﬂant, gdzie wziął udział w walkach w latach 1561–1562.
Sprawował obowiązki referendarza dworu polskiego Zygmunta II Augusta w Wilnie.
Został pochowany w Lublinie.

## Publikacje autorstwa Floriana Zebrzydowskiego
- "Porządek żołnierski tak w polu jako i na zamkach od P. Floriana Zebrzydowskiego opisany anno 1559"
- "Artykuły które są opowiadane przez Wielmożnego Pana Florijana Zebrzydowskiego" – wydane pod Zelborkiem 10 września 1561 r.